# 박현동 (1886년)
박현동(朴玄東, 1886년 10월 1일 ~ 1962년 1월 20일)은 대한제국 조선 황조 관료 직과 항일 의병장을 지낸 대한민국의 항일 독립운동가이다.
본관은 순천(順天)이고(21세손 東 항렬 ) 호(號)는 송정(松亭)·산남(山南)·송암(松巖)·풍촌(豊村)·풍도(豊都)·풍주(豊州)·월촌(月村)·월향(月鄕)이다. 한때 불교 승려 시절 사용한 법명(法名)은 공덕주(功德柱)이다.

## 생애

### 일생
전라남도 광주군 와곡면(全羅南道 光州郡 瓦谷面)에 거주한 이였으며 대한제국 하급 관료 직을 1년 남짓 지내다가 그만두고 충청남도 공주·전라북도 순창 등지에서 후기 의병 운동을 전개한 인물이다.

### 대한제국 시대
1906년 4월 면암 최익현(勉菴 崔益鉉) 선생이 언사하기를 국운이 날로 기울어 을사늑약이 일본에 의하여 강제로 일방성 늑결되게 되자 "근고팔도민서(謹告八道民書)"라는 격문을 각지로 띄웠다. 그러자 박현동은 그 격문을 보고 면암 의진에 가담할 것을 결의하고, 그에 호응하기 위하여 의병 200여 명과 총 20∼30정으로 무장하고 광주 수비대를 공격할 목적으로 공주(公州)를 떠났다.
다시 전라북도 임실(任實)에서 의병 80여명과 총 50여정을 추가하고 면암 최익현 先生의 근거지인 전라북도 순창(淳昌)으로 들어가 주둔하였다.
1906년 4월 7일에서 1906년 4월 8일까지 전라남도 광주·전라북도 전주·충청남도 공주 등지로부터 면암 최익현 선생 의진을 저지하기 위해 집결한 진위대와 수비대를 상대로 전라북도 순창 읍내에서 교전하였으나, 아직 의진의 형세가 정비되기 전이었으므로 패퇴하고 말았다.
그러한 일련의 의병 관련 활동이 적에게 발각되어 1910년 3월 광주지방재판소 전주지부에서 유형(流刑) 5년형을 언도받았다. 그러나 경술국치로 인하여 일제의 밀계가 심각히도 이루어지자 결국 그는 1910년 8월 30일을 기하여 특별사면 석방되었다.

### 일제 강점기 시대
1911년 11월에서 1924년 5월까지 전라남도 해남 대흥사(大興寺)에서 공덕주(功德柱)라는 법명(法名)으로 불교 승려 수도한 그는 1924년 5월 환속하여 1925년 11월에서 1930년 6월까지 한국독립당 군사행정자문위원 직을 지냈고 1931년 2월에서 1932년 1월까지 한국독립당 군사행정과학특보위원 직을 지냈으며 그 후 중화민국 타이완 타이베이에서 소작 농사 등으로 막노동을 전전하였다.

### 8.15 조선 광복 이후
그는 1945년 8월 15일 타이베이에서 일본국 패망과 조선 광복을 목도하였고 1946년 8월 2일 조선 고국에 귀국하여 1947년 8월 21일에서 1958년 2월 1일까지 한국독립당 민족행정자문위원 직을 지냈으며 1948년 종교를 불교에서 개신교로 개종하였고 그 후 1958년 2월 1일을 기하여 한국독립당 탈당하였으며 1959년 종교를 개신교에서 천주교로 또다시 개종하여 개신교 이탈하였다.
그 후 천주교 신자로 신앙 관련 생활하며 지내다가 1962년 1월 20일을 기하여 향년 77세로 별세하였다.

## 사후
대한민국 정부에서는 그의 공훈을 기리고자 1982년 3월 1일을 기하여 대한민국 대통령 표창장을, 1990년 3월 1일을 기하여 대한민국 건국훈장 애족장을 각각 추서하였다.